# 242 CT PLM 1 à 50
Les 242 CT 1 à 50 sont des locomotives à vapeur du type Northern. Ces locomotives-tender furent construites pour la Compagnie du chemin de fer Paris-Lyon-Méditerranée. En effet, le PLM commanda en 1930, à la suite des 242 BT 1 à 31, 50 machines identiques aux 242 AT 1 à 120 mais dotées d'un châssis raccourci et de roues motrices d'un diamètre inférieur à la société Batignolles-Châtillon située à Nantes. Elles ont été étudiées pour le service mixte sur les lignes à profil difficile.
Ces machines disposaient d'un moteur compound à quatre cylindres et la distribution était du type « Walschaerts ». Le foyer était de type « Belpaire » et l'échappement un trèfle à 3 jets du type « PLM » . Les bogies était du type classiques « PLM » et avait un déplacement latéral de + ou - 91 mm. Contrairement à leur cousine du réseau ferroviaire d'Alsace-Lorraine, les T20 AL 8601 à 8630 (futures : 1-242 TA 601 à 630 ), les soutes à eau n'étaient disposées que latéralement. Du fait du diamètre inférieur des roues motrices ces locomotives bénéficient d'un meilleur effort de traction.
Dès leur sortie elles furent affectées aux dépôts de Chagny et d'Annemasse. En 1931 furent également créées les affectations aux dépôts de Chambéry, Roanne, Lunel et Marseille-Blancarde pour quelques exemplaires. Cependant ces dernières affectations furent de courtes durées car les machines repartirent très rapidement sur les 2 premiers dépôts cités. En 1934 des machines sont affectées aux dépôts de Lyon-Vaise et de Nîmes et en 1935 les locomotives de Chagny sont toutes reversées au dépôt de Chalon-sur-Saône.
À la création de la SNCF en 1938 ces 242 deviennent les 5-242 TC entre 1 et 50.
Sous l'occupation certaines d'entre elles se verront appliquer un réchauffeur du type « ACFI » et des écrans pare-fumées au même titre que certaines de leurs sœurs les 5-242 TD 1 à 50. En 1946 il est décidé de regrouper la série sur le Massif central avec les dépôts de Saint-Étienne, de Langeac, de Clermont-Ferrand et de Dôle pour 6 machines, pour le trafic sur la ligne Pontarlier-Les Verrières, évitant aux CFF le maintien de locomotives à vapeur sur cette section non électrifiée.
À partir de 1954 les radiations commencent avec les 5-242 TC du dépôt de Saint-Étienne chassées par l'arrivée massive d'autorails. En 1960 il ne reste plus que les machines des dépôts de Nevers, de Clermont-Ferrand et de Saint-Étienne mais dès 1962 celles de Saint-Étienne sont radiées suivies en 1963 par celles de Clermont-Ferrand. Les machines de Nevers seront les dernières radiées, en 1967, après une mutation au dépôt de Laroche-Migennes pour éliminer les 5-242 TA 1 à 120 pour une partie et une location pour une autre partie aux Chemins de fer économiques.

## Caractéristiques
- Pression de la chaudière : 16 kg/cm2
- Diamètre des cylindres HP : 420 mm
- Diamètre des cylindres BP : 630 mm
- Diamètre des roues motrices : 1 550 mm
- Diamètre des roues des bogies : 1 000 mm
- Capacité des soutes à eau : 12 m3
- Capacité de la soute à charbon : 5 t
- Masse en ordre de marche : 119,3 t
- Masse adhérente : 65,7 t
- Longueur hors tout : 17,400 m
- Vitesse maxi en service : 85 km/h